# Arsínoe II
Arsínoe II (316 a.C. — 270 a.C.) foi uma rainha da Trácia e depois co-governante do Egito com seu irmão e marido Ptolomeu II Filadelfo.

## Família
Arsínoe era filha de Ptolemeu I Sóter, general de Alexandre Magno e fundador da dinastia ptolemaica, e de Berenice I.
Sua mãe, Berenice, era filha de Magas e Antígona. Antes de ir para o Egito, Berenice fora casada com um nobre macedônio de nome Filipe, de quem teve pelo menos dois filhos, Magas (futuro Magas de Cirene) e Antígona, e provavelmente de uma terceira, Teoxena.
Ptolomeu I era filho de Arsinoé da Macedónia  e, oficialmente, de seu marido, o nobre macedónio Lago (daí o nome de Lágidas, também dado à dinastia que fundou),[carece de fontes?] mas, segundo diziam os macedônios no século II d.C., seu pai era Filipe II da Macedónia, e sua mãe estava grávida quando casou-se com Lago.
Quando Ptolomeu I casou-se com Eurídice, filha de Antípatro, Berenice foi junto com Eurídice para o Egito. Enquanto Ptolomeu I Sóter estava casado com Eurídice, ele teve um caso com Berenice; eles tiveram três filhos, Ptolomeu II Filadelfos, Arsíone II  e Philotera. Um dos filhos de Ptolemeu I e Eurídice, Ptolemeu Cerauno, se tornou, mais tarde, rei da Macedônia.

## Rainha da Trácia
Casou pela primeira vez, em 200 a.C, aos dezesseis anos, com Lisímaco da Trácia, outro general de Alexandre Magno, a quem ela deu três filhos, Ptolomeu de Telmesso, Lisímaco e Filipe.
Lísimaco divorciou-se da esposa anterior, Amástris, para casar com Arsínoe, tendo o casamento servido para fortalecer a aliança entre ele e o pai de Arsínoe. Os filhos de Arsínoe com Lisímaco seriam, mais tarde, mortos por Ptolemeu Cerauno, irmão de Arsínoe.
Lisímaco lhe concedeu muitas honras, lhe dando as cidades da Ásia, inclusive Heracleia Pôntica, onde Arsínoe colocou como governador Heráclides de Cime. Éfeso passou a se chamar Arsineia, onde foram emitidas várias moedas com a sua efígie.
Durante uma guerra contra o povo getas, aonde Lisímaco e seu filho Agátocles foram feitos reféns, Arsínoe negociou o resgate dos dois ao mesmo tempo em que governou a Trácia, com apenas 20 anos de idade.
Decidida a favorecer como sucessor um dos seus filhos, Arsínoe acusou Agátocles, filho de Lisímaco de um casamento anterior, de traição; Lisímaco condenou o próprio filho à morte. Agátocles era o filho mais velho e o melhor dos filhos de Lisímaco.
A morte de Agátocles, que teve a participação de Ptolemeu Cerauno, causou revolta entre os súditos de Lisímaco; Seleuco I Nicátor, aproveitando-se da situação, atacou Lisímaco, que morreu em batalha, atravessado por uma lança atirada por um soldado de Heracleia Pôntica chamado Malacão.
Após Lisímaco morrer em batalha em 281 a.C., ela fugiu para Cassandreia, no norte da Grécia, trocando de identidade com a sua serva, a qual vestiu com as suas roupas, tendo esta sido morta no seu lugar.

## Rainha da Macedônia
Arsínoe se fixou em Cassandreia como rainha, onde sofreu um cerco de 1 ano, organizado por seu meio-irmão Ptolomeu Cerauno, que governava a Macedônia e a Trácia. Como tratado de paz, Arsínoe aceitou se casar com Ptolomeu Cerauno, mas isto provou ser um grande erro: durante os festejos do casamento, Ptolomeu Cerauno imediatamente tomou a cidade com ordem de matar a todos, e assassinou dois dos filhos de Arsínoe, Lisímaco, de dezesseis anos, e Filipe, três anos mais novo; o terceiro, Ptolmeu de Telmesso, que tinha aconselhado a mãe a não casar, conseguiu escapar para a Ilíria. Arsínoe conseguiu fugir (ou foi banida ) novamente, dessa vez para Alexandria, no Egito. Por ter conseguido sair a salvo do Massacre de Cassandreia, como ficou conhecido o episódio da tomada da cidade por Ptolemeu Cerauno, Arsínoe mandou construir o maior monumento circular do mundo grego, a Rotunda de Arsínoe na Samotrácia, onde ficou por um breve período antes de seguir para Alexandria.

## Rainha do Egito
Ptolemeu II Filadelfo, seu irmão, era casado com Arsínoe I, filha de Lisímaco. No Egito, ela provavelmente instigou os rumores que levariam ao exílio sua enteada Arsínoe I, acusada de atentar contra a morte do marido. Arsínoe II casou-se então com seu irmão, em violação aos costumes macedônios, mas de acordo com os costumes egípcios, sendo ambos alcunhados pelos escandalizados gregos com o epíteto Filadélfos ("Philadelphoi"). Ptolemeu II e Arsínoe II não tiveram filhos juntos.
Arsínoe II compartilhou todos os títulos de seu irmão e era muito influente, tendo cidades dedicadas a ela, a seu próprio culto (como era de costume egípcio), além de ser representada nas moedas. A rainha administrou as finanças, tendo cortado com determinadas despesas. Aparentemente, ela contribuiu em grandes medidas com a política exterior, incluindo a vitória de Ptolomeu II na Primeira Guerra Síria (274–271 a.C.) entre o Egito e o Império Selêucida no Oriente Médio. Após sua morte, Ptolomeu II ficou inconsolável e continuou a se referir a ela em documentos oficiais, assim como manteve a cunhagem de moedas com sua efígie. O rei ordenou também que um sexto do dinheiro das transações do vinho fosse reservado para o seu culto, que foi associado ao de Afrodite. Conhecem-se templos dedicados à rainha em locais como Mendes, Saís, Mênfis, Faium e Alexandria. Os próprios atenienses fizeram duas estátuas de Arsínoe, tendo sido colocada uma no Odeão e outra nos Jardins do Melicão, e o poeta Calímaco chorou a sua morte em duas elegias.